# Lisbourg
Lisbourg är en kommun i departementet Pas-de-Calais i regionen Hauts-de-France i norra Frankrike. Kommunen ligger i kantonen Heuchin som tillhör arrondissementet Arras. År 2022 hade Lisbourg 591 invånare.

## Befolkningsutveckling
Antalet invånare i kommunen Lisbourg
| Referens: INSEE |